# Storm van 25 juli 2015
De storm van 25 juli 2015 was een zomerstorm die over Europa trok. In Nederland was het de zwaarste julistorm sinds het begin van de metingen in 1901 tot dat Storm Poly in 2023 over Nederland raasde In Duitsland wordt de storm Zeljko genoemd. De storm richtte middelmatige schade aan en er vielen twee doden. In Nederland en België werd een aantal evenementen in de buitenlucht afgelast of aangepast, waaronder de Zwarte Cross en het Zomercarnaval Rotterdam. Voor zover er sprake was van meerdaagse evenementen ging het programma op andere dagen wel door.

## Verloop
De storm en regen werden veroorzaakt door een depressie, die vanaf de kust van Bretagne activerend langs de Hollandse kust naar het noordoosten trok. In IJmuiden werd door het KNMI een windstoot van 122 km/ uur gemeten en een uurgemiddelde van windkracht 10. In Wolfheze viel een dode door een omgevallen boom. In Soest werd de Wilhelminalinde geveld door de storm. In Amsterdam werd het tramverkeer stilgelegd. De autosnelwegen A4, A12 en A44 werden afgesloten wegens omgevallen bomen en takken. Een vliegtuig van Transavia maakte een noodlanding op de luchthaven Schiphol.
In Noordrijn-Westfalen in Duitsland moest de brandweer meer dan 1100 keer uitrukken. Twaalf mensen raakten gewond. Op de berg Brocken in de Harz werden windsnelheden tot 158 km/u gemeten. In Slowakije werd een vrouw dodelijk getroffen door bliksem. De storm boog uiteindelijk af richting Zweden.

## Afbeeldingen

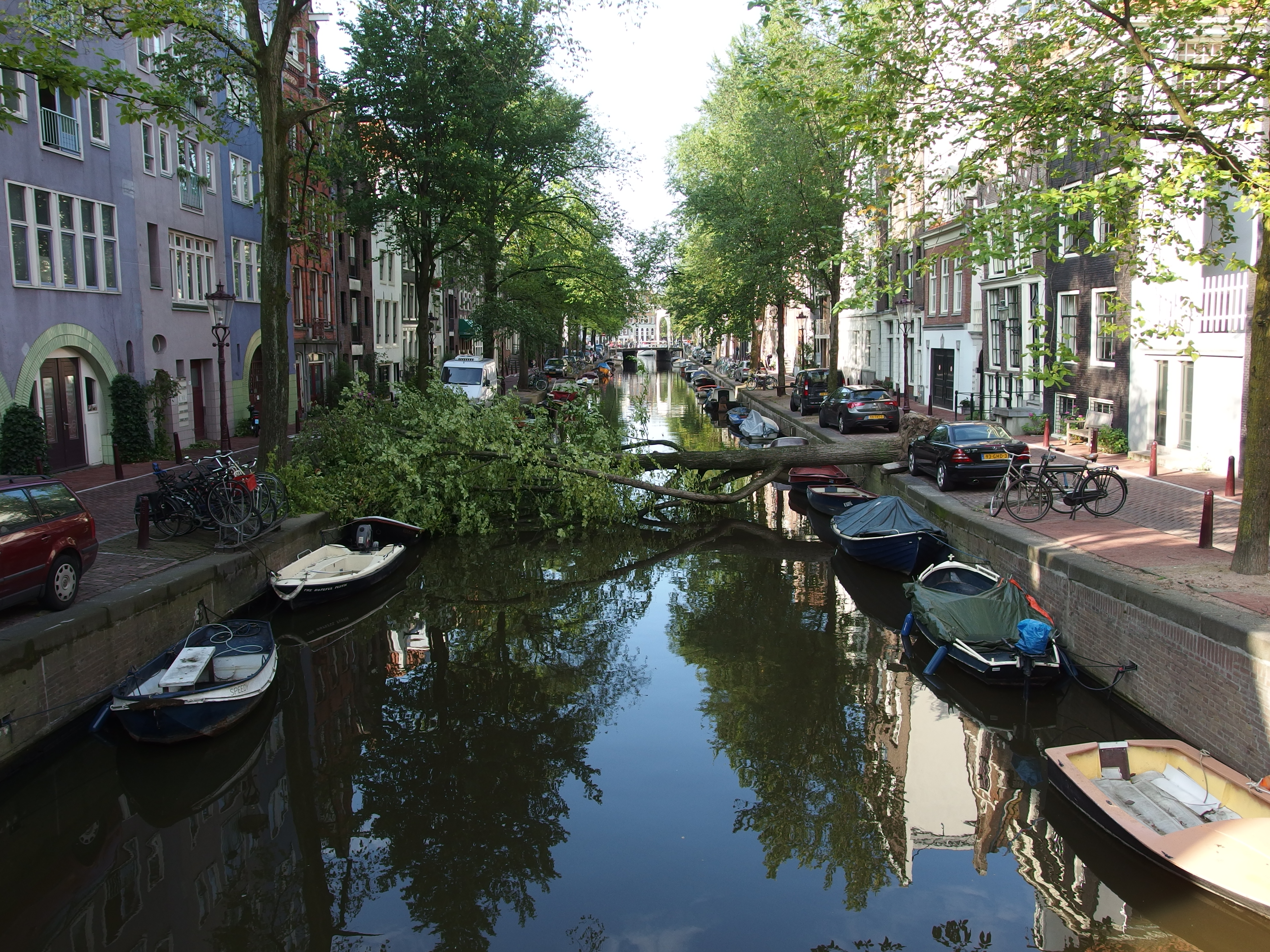
Omgevallen boom in een gracht in Amsterdam
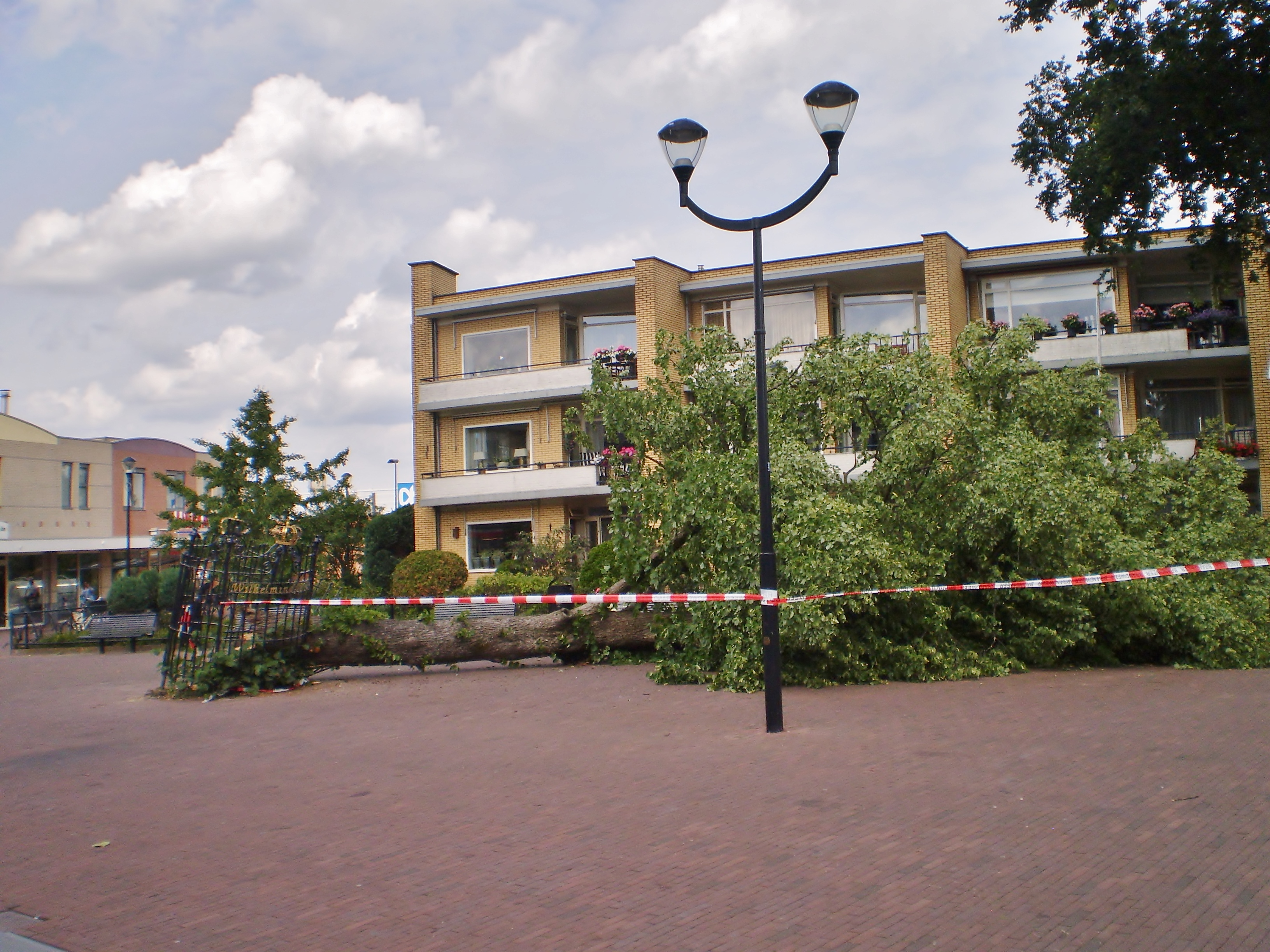
De Wilhelminalinde in Soest na de storm
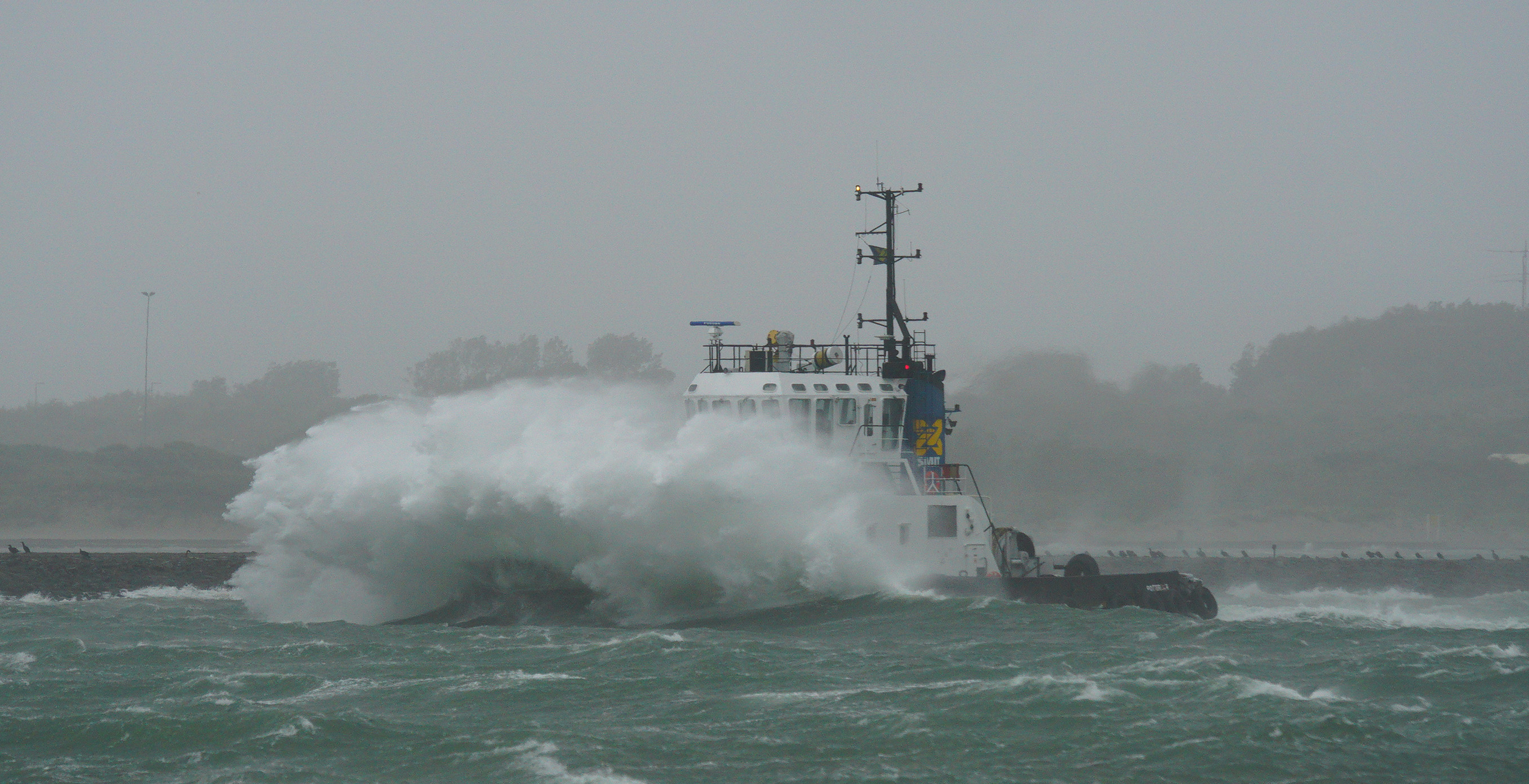
Sleepboot Texelbank in de Maasmonding
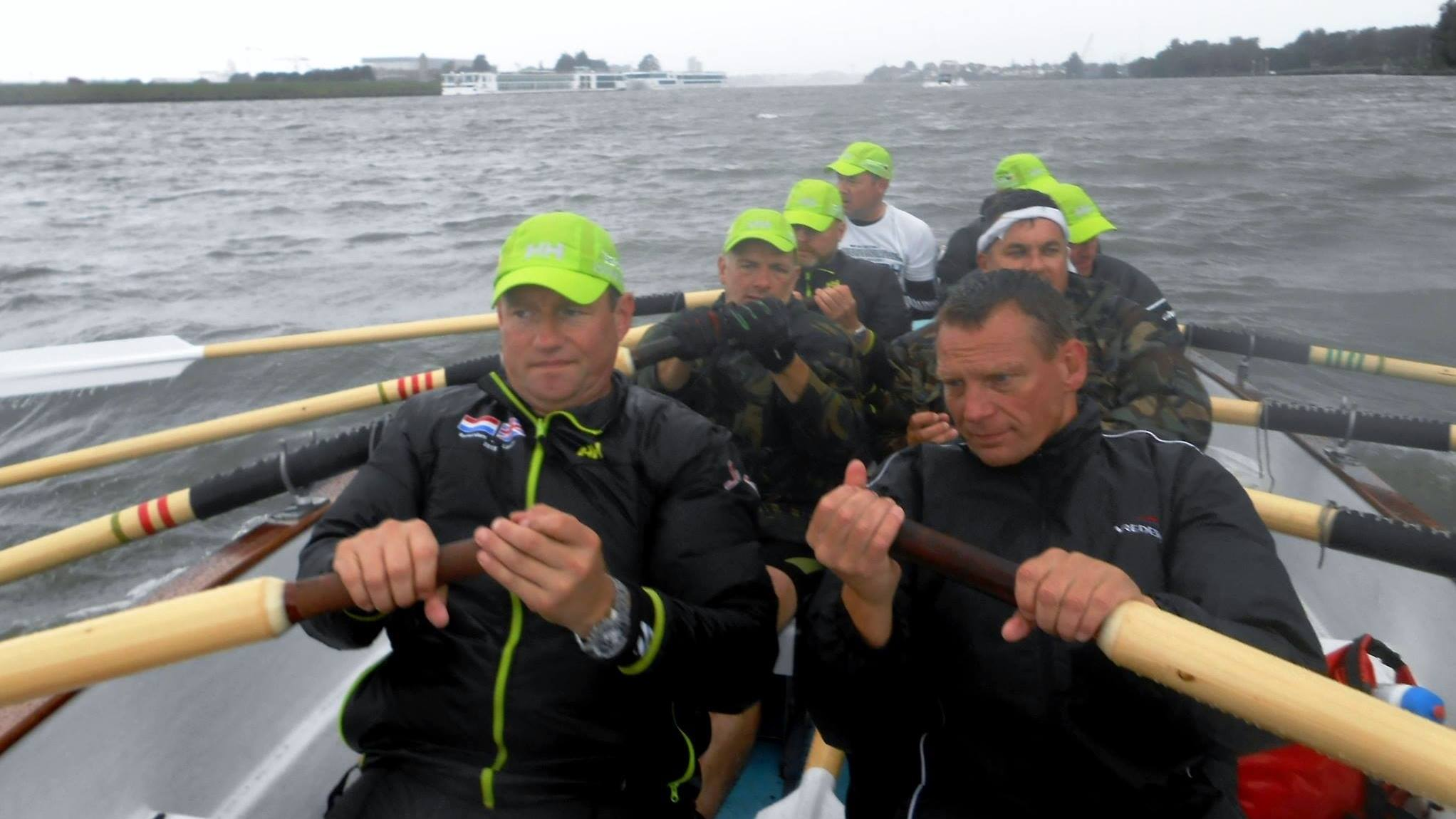
Onstuimig water op 25 juli 2015 op de rivier de Lek